# Psiloteredo
Psiloteredo is een geslacht van tweekleppigen uit de familie van de Teredinidae. De wetenschappelijke naam ervan werd in 1922 voor het eerst geldig gepubliceerd door Paul Bartsch.

## Soorten
- Psiloteredo healdi (Bartsch, 1931)
- Psiloteredo megotara (Hanley in Forbes & Hanley, 1848) (Scheepsworm)
- Psiloteredo senegalensis (Blainville, 1824)